# Філіпп Сімонссон
Філіпп Сімонссон (норв. Filippus Simonsson; д/н — 1217) — кандидат на титул короля Норвегії (1207—1217) від партії баглерів.

## Біографія
Син Сімона Карсона, норвезького аристократа, та Маргарет Арнодотір. Через маму Пилип родичався з королем норвезьким Гаральдом I та з шведськими королями з династії Стенкілів. Його батько був прихильником короля Магнуса V, після поразки останнього втік до Данії.
Тут вже Філіпп приєднався до претендента Ерлінга, який у 1204 році при підтримці данського короля Вальдемара II висадився у Норвегії. За надані послуги Пилип отримав від Ерлінга I титул ярла. Пилип незабаром висунувся у лідери партії баглерів. Після смерті Ерлінга більша частина баглерів підтримали пропозицію Ніколаса, єпископа Осло, обрати Філіппа новим королем Норвегії. Це відбулося на тінзі у Сарпсборзі.
Пилип I розпочав активну війну проти короля Інге III. У 1207—1208 роках точилася війна за східну Норвегію. Врешті-решт було укладено мир, за яким Філіпп I повинен був зректися королівського титулу й використовувати власну печатку. Проте Пилип продовжував титулувати себе королем та протидіяти Інге III. Це тривало до смерті Інге III у 1217 році. Філіпп вирішив використати цей факт для захоплення влади, але вже восени цього ж року раптово помер.

## Родина
Дружина — Христина (д/н-1213), донька Сверріра I, короля Норвегії